# Mica Argañaraz
 (avril 2022).
Micaela Argañaraz Ebbeke, née le 16 mai 1992 à Buenos Aires, est une mannequin et artiste argentine.

## Biographie
Argañaraz a commencé sa carrière en 2012, en étant mannequin pour Christopher Kane et en posant pour Glamour Espagne et Italie et Elle,,.
En 2015, elle a ouvert le défilé automne-hiver de Versace et est devenue l'une des favorites de la maison. Elle a également participé à 61 défilés cette saison-là. Lors de la saison printemps-été 2016, elle a participé à 55 défilés, ouvrant et fermant 5 d'entre eux (dont un défilé Chanel), et est apparue dans la campagne Tom Ford aux côtés de Lady Gaga et de ses collègues mannequins Lexi Boling et Aymeline Valade.
Ojitoverde (chaîne de mode sur YouTube) l'a nommée « mannequin de l'année » en 2015.
En 2016, lors de la collection Chanel Haute Couture, Argañaraz a été présentée comme la « Mariée Chanel ».
Karl Lagerfeld a déclaré lors d'une interview cette année-là : « Mica est exactement le genre de fille que j'aime, elle est argentine, très chic, très naturelle, très spontanée. Je pense qu'elle est LA fille du moment ».
En 2017, elle est apparue dans la campagne automne-hiver de Versace aux côtés de Gigi Hadid, Vittoria Ceretti et Taylor Hill. Elle a également joué dans la campagne 2018 de Fendi. En avril 2018, Argañaraz a figuré dans le premier numéro de L'Officiel dans son pays natal, l'Argentine.
Argañaraz a été appelée « la nouvelle Gia Carangi » et comparée à Kate Moss et Freja Beha Erichsen pour son look « rock and roll » et son attitude « cool » caractéristique.
En 2020, elle a inauguré son deuxième défilé Versace pour la saison printemps/été 2021.
Elle a fait la couverture de Vogue UK, Vogue Italie, Vogue Brésil, Vogue Japon, Vogue Chine, Vogue Paris, Vogue Allemagne, Vogue Russie et Vogue Amérique latine.
En termes de campagnes, elle a défilé pour Michael Kors, Versace, Louis Vuitton, Tom Ford, Calvin Klein, Yves Saint Laurent, Chanel, Mango, Alexander McQueen, H&M et Givenchy,,.
Elle a également défilé pour Lacoste, Michael Kors, Jacquemus, Valentino, Fendi, Alexander Wang, Dries Van Noten, Altuzarra, Jason Wu, Stella McCartney, Hugo Boss, Tom Ford, Chanel, Dior et Louis Vuitton,,.
Elle a été l'égérie du parfum Euphoria de Calvin Klein, l'une des dernières muses de Karl lagerfeld, une ambassadrice mondiale de Louboutin et la première Argentine à remporter un Martín Fierro en tant que mannequin.
Elle est le modèle en 2021 de Philomène, œuvre des photographes plasticiens Pierre et Gilles appartenant à la collection du musée Les Franciscaines à Deauville.

## Filmographie
- 2019 : Lux Æterna
- 2020 : Saint Laurent, Summer of '21